# Батманглидж, Зал
Зал Батма́нглидж (англ. Zal Batmanglij; род. 28 апреля 1981) — американский режиссёр и сценарист, известный авторскими фантастическими психологическими триллерами «Фиксатор» (2007), «Звук моего голоса» (2011) и «Группировка «Восток»» (2013).

## Биография
Батманглидж родился во Франции в иранской семье. Его мать, Нажмия Халили Батманглидж, — автор книг по кулинарии, а отец, Мухаммад Батманглидж, — издатель. У него есть младший брат, Ростам, являющийся музыкантом. Оба брата — геи.
Батманглидж вырос в Джорджтауне, районе Вашингтона, там же поступил в Джорджтаунский университет. По словам Батманглиджа, в университете он изучал антропологию и английский. На курсе философии он познакомился с Майком Кэхиллом, и они стали лучшими друзьями. Они оба хотели снимать кино, и вместе поступили на курс сценаристов профессора Джона Глэвина. За год до того этот курс закончил Джонатан Нолан, написавший сценарий фильма «Помни», который, по словам Батманглиджа, «взорвал ему мозги». Посмотрев «Помни», Батманглидж и Кэхилл поняли, что должны снять короткометражный фильм, что они и сделали. Этот фильм победил на Джорджтаунском кинофестивале, и увидев его, Брит Марлинг, которая в то время училась на первом курсе Джорджтаунского университета, попросилась работать вместе с ними. В общей сложности в Джорджтауне Батманглидж и Кэхилл поставили три короткометражки, и все эти фильмы завоевали высшие награды университета в области кино.
По словам Марлинг, она и Батманглидж обнаружили, что «оба испытывали общий интерес к лиричным, красивым, содержательным, сложным и мрачным фильмам. Одновременно их интересовали и блокбастеры, и они использовали „Звук моего голоса“ как исследование возможностей слияния этих двух направлений».
После окончания колледжа в 2002 году Батманглидж в течение года работал в компании по производству шампуня.
После того, как в 2005 году Марлинг окончила университет, она вместе с Батманглиджем и Кэхиллом переехала в Лос-Анджелес, где Батманглидж поступил на учёбу в киношколу Американского института киноискусства «в туманной надежде снимать фильмы, и не имея абсолютно никакого представления, как это делать». В качестве дипломной работы в киношколе Батманглидж поставил короткометражный фильм «Фиксатор» (2007), главную роль в котором сыграла Марлинг. Центральной темой этого 23-минутного фантастического фильма является допущение возможности того, что среди жителей Земли могут быть представители иноземной цивилизации.
В 2009 году «без денег и перспектив, Батманглидж и Марлинг провели лето, меняя поезда и общаясь с анархистами. Значительная часть этого опыта впоследствии вошла в фильм „Группировка «Восток»“».
«В 2011 году, после нескольких тяжёлых лет, Батманглидж и Марлинг стали любимцами фестиваля Сандэнс благодаря фильму „Звук моего голоса“, который они сделали независимо примерно за 135 тысяч долларов». «Звук моего голоса» рассказывает о «паре начинающих кинодокуметалистов, которые внедряются в секту, возглавляемую таинственной молодой женщиной (её играет Марлинг), которая утверждает, что прибыла из 2054 года, чтобы найти и обучить людей, прежде чем они столкнуться с серией катастрофических событий, которые сделают будущее совершенно иным, чем наша нынешняя реальность». Батманглидж говорит, что бюджет фильма составлял лишь малую часть от обычного понимания малого бюджета в миллион долларов. Он «снимал на цифровую видеокамеру и работал с творческой группой, которая участвует в этом деле просто потому, что любит кино, а не потому, что им платят». В сентябре 2012 года «Звук моего голоса» завоевал премию «Золотой осьминог» как лучший зарубежный фантастический фильм на Кинофестивале европейского фантастического кино в Страсбурге.
Как отмечает кинокритик Ки Чэнг, «Батманглидж, Кэхилл и Марлинг — хорошие друзья и коллеги — находятся на переднем крае Американской новой волны в кино. Трио стало сенсацией на Кинофестивале Сандэнс с фильмами „Другая Земля“ и „Звук моего голоса“ — оба фильма закупила студия Fox Searchlight». «Тот факт, что на Сандэнс в 2011 году отобрал оба наших фильма для своего фестиваля — сюрреалистический и дикий, сказал Батманглидж, — трое друзей с двумя фильмами».
Зак Барон в «Нью-Йорк таймс» пишет: «„Группировка «Восток»“, написанная примерно в то же время, что и „Звук моего голоса“, затрагивает сходные проблемы. Значительная часть драмы фильма связана с постепенным искушением Сары харизматическими членами группы экологических террористов, за которыми она шпионит. Но фильм „Группировка «Восток»“ с его сравнительно большим бюджетом в 6.5 миллионов долларов скорее всего знаменует для Марлинг и Батманглиджа окончание времени, когда они были голливудскими аутсайдерами». Фильм, дистрибуцию которого осуществляла компания Fox Searchlight, отличается завлекающими чертами более мейнстримового и коммерческого триллера, а также присутствием голливудских звёзд и поддержкой со стороны студии". Заполучив на роль оскаровскую номинантку Эллен Пейдж, Батманглидж признал, это «это стало, вероятно, знаком того, что его дни за пределами студийной системы сочтены». Режиссёр Ридли Скотт, компания которого «Скотт Фри» продюсировала фильм «Группировка «Восток»», описал Батманглиджа как художника «целеустремлённость и талант которого позволит ему достичь всего, что он задумает».
В настоящее время Батманглидж проживает в Лос-Анджелесе.

## Признание и награды
| Год  | Фестиваль/Премия                                       | Фильм                | Название награды                       | Награда/Номинация |
| ---- | ------------------------------------------------------ | -------------------- | -------------------------------------- | ----------------- |
| 2012 | Международный кинофестиваль в Палм-Спрингс             | Звук моего голоса    | Режиссёр, которого стоит смотреть      | Награда           |
| 2012 | Готэм                                                  | Звук моего голоса    | Режиссёр, добившийся прорыва           | Номинация         |
| 2013 | Независимый дух                                        | Звук моего голоса    | Лучший дебютный фильм                  | Номинация         |
| 2013 | Ассоциация кинокритиков Джорджии                       | Звук моего голоса    | Премия за прорыв                       | Номинация         |
| 2013 | Ассоциация кинокритиков Джорджии                       | Звук моего голоса    | Премия за лучший оригинальный сценарий | Номинация         |
| 2014 | Академия фильмов научной фантастики, фэнтези и хоррора | Группировка «Восток» | Премия Сатурн лучшему триллеру         | Номинация         |

## Фильмография
| Год       | Русское название     | Оригинальное название | Примечание             | В каком качестве участвовал |
| --------- | -------------------- | --------------------- | ---------------------- | --------------------------- |
| 2007      | Фиксатор             | The Recordist         | Короткометражный фильм | Режиссёр, автор сценария    |
| 2011      | Звук моего голоса    | Sound of My Voice     |                        | Режиссёр, соавтор сценария  |
| 2013      | Группировка «Восток» | The East              |                        | Режиссёр, соавтор сценария  |
| 2015      | Уэйуорд Пайнс        | Wayward Pines         | Телесериал (2 серии)   | Режиссёр                    |
| 2016—2019 | ОА                   | The OA                | Телесериал (16 серий)  | Режиссёр                    |